# Опалинский, Анджей (епископ)
А́нджей Опали́нский (пол. Andrzej Opaliński, 1575 — 19 декабря 1623, Чёнжень) — польский церковный и государственный деятель, пробст плоцкий (с 1591), секретарь великий коронный с 1605 года, епископ познанский (1607—1623).

## Биография
Представитель польского магнатского рода Опалинских герба «Лодзя». Второй сын маршалка великого коронного Анджея Опалинского (1540—1593) и Эльжбеты Косцелецкой (ок. 1545—1601). Братья — кравчий коронный Пётр Опалинский и маршалок великий коронный Лукаш Опалинский.
В возрасте 15 лет Анджей Опалинский стал титулярным пробстом плоцкой кафедры. В 1592—1595 годах учился в Риме, где получил должности секретаря и камергера папы римского Климента VIII. После возвращения на родину занимался политикой. В 1604 году он был назначен секретарем великим коронным. Польский король Сигизмунд III Ваза отправлял его в качестве посла к императорам Священной Римской империи Рудольфу II и Фердинанду II, чтобы получить от них разрешение на брак с Констанцией Австрийской. Одновременно избирался послом (депутатом) на великопольский сеймик в Сьроде в 1600, 1602 и 1606 годах, безуспешно пытался убедить великопольскую шляхту поддержать королевскую политику. Для этого в 1608 году он создал в своей резиденции в Слупце съезд сенаторов, чиновников и большую часть знати. Этот съезд принес желаемого результата, и Великая Польша поддержала короля на сеймике в 1618 году поход польского королевича Владислава Вазы на Русское государство.[прояснить]
Одновременно с политической карьерой поднялся по духовной карьерной лестнице. 30 июня 1606 года он стал коадъютором познанского епископа и одновременно получил назначение от папы римского на должность титулярного епископа Синополиса. После смерти Вавжинца Гослицкого Анджей Опалинский был назначен 31 октября 1607 года епископом познанским. Официальное назначение в сан произошло 12 ноября того же года.
В качестве епископа познанского Анджей Опалинский в 1608 году организовал синод диоцеза, который в 1612 году принял решение о передачи контрибуции в королевскую казну на нужды Речи Посполитой. В апреле 1612 года инспектировал костёлы в Познанском диоцезе, начиная с познанского собора, который был уничтожен в результате пожара в том же году. Перед смертью он успел начать реконструкцию познанского собора, но не дожил о завершения работ. Скончался в Чёнжене и был похоронен в Радлине.
Среди людей[каких?] он пользовался уважением за свою необыкновенную добросовестность в управлении диоцезом. Кроме того, он был известен как враг Реформации и опекун иезуитского коллегиума в Познани.